# Louis van Schijndel (voetballer)
Louis van Schijndel (23 januari 1967) is een voormalig Nederlands voetballer. Hij stond onder contract bij BVV Den Bosch, De Graafschap, MVV, ADO Den Haag en TOP Oss.